# Hebeloma mediorufum
Hebeloma mediorufum är en svampart som beskrevs av Soop 2001. Hebeloma mediorufum ingår i släktet fränskivlingar och familjen Strophariaceae.   Inga underarter finns listade i Catalogue of Life.